# Liste des partis politiques belges bilingues
Les partis politiques belges bilingues se présentent aux élections dans les trois Communautés de Belgique.

## Partis bilingues parlementaires
- Parti du travail de Belgique (PTB)

## Partis bilingues parlementaires régionaux
- Agora, un parti politique à Bruxelles.
- DierAnimal, un parti politique à Bruxelles.

## Partis sans élus au Parlement fédéral
- Belgische Unie - Union belge (BUB)
- Blanco
- Collectif Citoyen - éthique, transparence, participation citoyenne[1]
- ISLAM
- Ligue Communiste Révolutionnaire (LCR)
- L'Unie
- Parti socialiste de lutte  (PSL)
- Volt Europa en Belgique

## Partis disparus
- Parti pirate (Belgique) (PPBe)
- Pro Bruxsel
- Vivant, fondé en 1997, a fusionné en 2007 dans VLD.